# 레이크우드 (뉴저지주)

오션 카운티에서의 위치

레이크우드(Lakewood Township)는 미국 뉴저지주 오션군의 읍(township)이다. 2000년 이래로 주민 수가 빠르게 증가하여, 2020년 인구는 135,158명으로 당시 기준 오션군에서는 1위, 뉴저지주에서는 5위인 것으로 조사되었다. 레이크우드는 이곳의 정통파 유대교도들의 공동체로 유명한데 이들이 인구 증가에도 크게 기여하였다. 이스라엘 밖에서 가장 큰 예시바인 Beth Medrash Govoha가 이곳에 위치해 있기도 하다.